# Patriotten (Zuidelijke Nederlanden)
Patriotten was de naam die in de Zuidelijke Nederlanden werd gegeven aan de opstandelingen van 1789 tegen het Oostenrijks gezag.

## Geschiedenis
De grondige wijzigingen in 1787 opgelegd door keizer Jozef II aan de burgerlijke bestuursorganisatie en aan de rechterlijke organisatie gaven het startsein voor veralgemeende opstandige manifestaties in de verschillende staten van de Zuidelijke Nederlanden. Deze opstand zette zich door, niettegenstaande het feit dat de gouverneurs-generaal snel de aangevochten hervormingen terugdraaiden.
De onlusten gebeurden tijdens dezelfde periode waarin in Frankrijk de revolutie begon, met 14 juli 1789 als belangrijke datum. In de Republiek der Verenigde Nederlanden noemden zich patriotten de burgers die in dezelfde periode actie voerden voor democratisering en tegen het, volgens hen, absolutisme van stadhouder Willem V van Oranje-Nassau. Vooral werden als 'Patriots' bestempeld de troepen die in Noord-Amerika ten strijde trokken tegen Engeland en aan de basis lagen van de Verenigde Staten van Amerika die in 1776 officieel tot stand kwamen.
In de jaren zeventienhonderd tachtig ontstonden twee contesterende groepen in de Zuidelijke Nederlanden. Enerzijds waren er de traditiegetrouwe statisten, aanhangers van Hendrik van der Noot en anderzijds de meer democratisch gerichte vonckisten, aanhangers van Jan Frans Vonck. Hun acties waren tegenstrijdig, behalve in het feit dat ze zich tegen de Oostenrijkers keerden, hetgeen uitmondde in het tot stand komen van de onafhankelijke confederatie van Zuid-Nederlandse staten, de Verenigde Nederlandse Staten (januari-december 1790).
Het waren voornamelijk de strijdkrachten aan wie de naam van 'patriotten' werd gegeven. Een Patriottenleger werd opgericht, onder het bevel van generaal Jan Andries vander Mersch, bijgenaamd de Belgische Washington. De namen 'statisten' en 'vonckisten' werden wel gebruikt, maar werden vooral later, in de geschiedschrijving, aan de tegenstrijdige tendensen gegeven. De scheldnamen waren in de achttiende eeuw talrijk. Daar waar de Oostenrijks- of keizersgezinden de 'vijgen' werden genoemd, werden de patriotten aangeduid met de scheldnaam de 'pruimen'.
Een paar jaar later, nadat het Oostenrijks gezag zich had hersteld, en vanaf 1792 de opposanten opnieuw door de revolutionaire koorts werden gegrepen, werden ze nog nauwelijks als 'patriotten' betiteld en werd voortaan vooral gesproken, naar Frans model, van 'citoyen' of 'borger', van 'clubs' en vooral van 'clubs van jacobijnen'.

## Patriottenleger

### Geschiedenis
In augustus 1788 werd het comité van Breda opgericht. Hier kwamen de Belgische vrijwilligers samen om een leger te vormen. Op 24 oktober 1789 stak generaal Van der Mersch de grens van de Oostenrijkse Nederlanden over in Hoogstraten. Hierdoor startte de Brabantse Omwenteling. Op de 27ste versloeg hij de Oostenrijkse generaal Schröder tijdens de slag bij Turnhout. In November bevrijdden het Patriottenleger Gent en versloeg het Oostenrijkse leger bij Diest, Tienen en Zoutleeuw. En in december werd Brussel bevrijd.
Het Patriottenleger vocht vele veldslagen tegen het Oostenrijkse leger en tegen keizersgezinden rebellen in 1790.
In Augustus had het Oostenrijkse leger opgerukt tot in Limburg en hakte het Patriottenleger in de pan op de 13de bij Herve. Maar de Patriotten herpakte zich en wonnen een kleine veldslag bij Coutisse op 13 september.
Op de 18e hadden de generaals Schönfeld en Koehler in Andoy besprekingen met de Statistische afgevaardigden van het congres. Het plan was als volgt: Ze zouden de Maas oversteken, Schönfeld zou Marche aanvallen, terwijl Koehler Rochefort zou innemen, waar de twee colonnes hun krachten zouden bundelen. Voor dit kleine offensief voerden de Statisten hun propaganda op en verzamelden een leger van ongeveer 20.000 onervaren dorpelingen. Op de 22ste vond de slag bij Falmagne plaats. Dit was de grootste veldslag van de Brabantse Omwenteling, waarbij ongeveer 50.000 soldaten betrokken waren. Hoewel de patriotten in het begin succes behaalden, werden ze uiteindelijk verslagen. Ondanks tegenaanvallen van generaals Von Schönfeld en Koehler, rukte Von Bender op tot de Maas. Het Congres stemde in met een gedwongen lening van 10 miljoen om soldaten te werven en het leger te voorzien van voorraden, munitie, officieren en discipline. Deze maatregel kon de Oostenrijkers echter niet tegenhouden.
Von Bender belegerde Namur op 1 november. De stad werd ingenomen op de 24ste. Hij marcheerde naar Mons en versloeg daar de restanten van het gedemoraliseerde Patriottenleger. Daarna belegerde hij de stad zelf. De stad gaf zich over op de 30ste.
Wat overbleef van het Patriottenleger vluchtte naar Vlaanderen, en in Aalst werden de laatste troepen ontbonden.

### Organisatie

#### Leiders
In het begin van de revolutie waren alle generaals, luitenants, officieren,... allemaal Belgisch. De eerste opperbevelhebber van het Patriottenleger was generaal Jan Andries Van der Mersch. Hij was een ervaren en getalenteerde militaire aanvoerder. Aan het hoofd van het detachement dat Gent bevrijde was eerst Phillippe Devaux uit Brussel, en daarna Jan Baptist Davaine uit Roeselare. Ook lagere rangen zoals luitenants, zoals Karel Breydel uit Brugge en Van der Haert waren Belgisch.
Maar na de Statisten generaal Van der Mersch hadden opgesloten, waren het buitenlandse militairen die de hoogste posities namen. Pruisische generaal Nikolaus Heinrich von Schönfeld en Britse militair George Koehler werden generaals. Zij hebben voor het grootste deel van 1790 de Patriotten geleid.

#### Rangen en vechtstijlen
De rangen van het Patriottenleger waren hetzelfde als alle andere legers van hun tijd. Het leger was georganiseerd voor en tijdens het begin van de Brabantse Omwenteling door opperbevelhebber Van der Mersch. En hij had in de Franse en Oostenrijkse legers gediend, dus het is logisch dat hij het Patriottenleger organiseerde zoals de genoemde legers. Maar het leger vocht altijd met de hulp van de bevolking en in een stad, in plaats van op open veld. Toen Von Schönfeld en Koehler het leger in handen kregen vochten zij niet meer in de stad omdat ze daar geen ervaring mee hadden. In het begin stuurde ze heel veel verkenners erop uit om het gebied te verkennen en de vijandelijke legers naar een dorp of stad te lokken. 

### Uitrusting
De Patriotten droegen rood en gele uniformen, en op hun hoed een zwart, rood en gele kokarde. De Patriotten uit Brussel droegen misschien blauw en witte uniformen, en sommige patriotten hadden misschien compleet gele uniformen. Maar de kleuren van de uniformen waren vooral geel en rood. 
De geweren die het Patriottenleger gebruikten waren silexgeweren.  Het kaliber was tussen de 17 en 21 millimeter en kon 60 meter ver schieten.
De kanonnen die het Patriottenleger bezitten waren zesponders, die 400 tot 600 meter ver konden schieten. Het is onbekend hoeveel exact, maar het zouden er tientallen zijn. 

## Patriotten in Brugge
De wellicht langdurigste permanente uiting van de achttiende-eeuwse patriottenbeweging is tot op vandaag in Brugge te vinden. 
In deze stad, zoals in andere, ontstond een revolutionair Patriotiek Comiteit dat in 1789-1790 als een half-officiële instelling mee de stad hielp besturen. De voornaamste sterkhouders ervan waren de schuttersgilden die als een militaire burgerwacht optraden en van waaruit mannen tot het Patriottenleger toetraden. Een compagnie Brugse dragonders sloot zich bij het Patriottenleger aan.
Op 10 december 1790 werd in de kerk van het Predikherenklooster in Brugge een 'octaaf' gesticht, ter herdenking van de patriotten die onder de Brabantse Omwenteling waren gesneuveld. De aanleiding was het feit dat een Bruggeling in het patriottenleger was gevallen. Het ging om de drager van een prestigieuze naam, Karel Breydel, eerste luitenant bij de 'Vlaamsche Dragonders', die in augustus 1790 als 'patriot' bij Waulsort sneuvelde. Zijn dood was aanleiding tot indrukwekkende manifestaties en godsdienstige plechtigheden. 
Er bestond vroeger al in de Brugse jezuiëtenkerk een initiatief om voor gevallen militairen in Oostenrijkse dienst een mis op te dragen (1767-1772). Dit inspireerde wellicht Jean-Baptiste Demey (1754-1825), deken van de Broederschap van de Rozenkrans in de Predikherenkerk, om het Werk der Patriotten te stichten, met als doel dagelijks een mis op te dragen en jaarlijks, in de maand november, een octaaf te vieren, ter nagedachtenis van hen die gevallen waren Voor Outer En Heerd.
Het klooster van de predikheren werd in de Franse tijd afgeschaft, maar de 'Octaaf der Patriotten' overleefde door zijn overplaatsing in 1802 naar de Sint-Walburgakerk en de verruiming van de herdenking tot alle gevallen Brugse militairen. De herdenking bestond voornamelijk uit het dagelijks opdragen van een mis en in het jaarlijks organiseren van een week of octaaf waarin elke avond een druk bijgewoonde preek door een bekende kanselredenaar werd gehouden (o.m. in het Frans: Theo Hénusse, s.j.; in het Nederlands: priester Pieter Ghyssaert, pater Chrysoloog Lannoy o.f.m.). Vanaf het derde kwart van de twintigste eeuw werd de activiteit gereduceerd tot een jaarlijkse mis, opgedragen ter nagedachtenis van de gesneuvelden tijdens alle oorlogen. Deze activiteit greep nog steeds plaats gedurende het eerste kwart van de eenentwintigste eeuw, hoewel ze ook slachtoffer werd van de beperkingen ingevolge de corona-epidemie.

### Patriotten
- Th. JUSTE, Histoire de la révolution de 1790, Brussel, 1846.
- P. CLAEYS, Un épisode de la prise de Gand par les patriotes Ie 13 nov. 1789, in: Messager des sciences historiques ou archives des arts et de la bibliographie de Belgique. Tome 1, 1892.
- Suzanne TASSIER, Les démocrates belges de 1789. Etude sur le Vonckisme et la révolution brabançonne, Brussel, 1930.
- Roger VAN AERDE, De Brabantse Omwenteling. De gevechten te Gent, 1984.
- Eric MIELANTS, De publieke opinie ten tijde van de Brabantse omwenteling (dec.1789-dec.1790). Een comparatief personderzoek tussen Brabant en Vlaanderen, licentiaatsthesis geschiedenis (onuitgegeven), RUG, 1995.

### Werk der patriotten
- Jozef VAN WALLEGHEM, Merckenweerdigste voorvallen en Dagelijksche gevallen 1790 (uitgave onder leiding van Yvan VAN DEN BERGHE, Brugge 1985).
- Guido GEZELLE, Het werk der patriotten te Brugge, in: Rond den Heerd, 1870.
- Jos DESMET, In den tijd der Patriotten. Keizersgezinden in het Brugse Vrije, in: Biekorf, 1949.
- Michiel ENGLISH, Het Werk der Patriotten, in: Parochieblad, 9 en 16 november 1958.
- L. LECONTE, Une curieuse survivance de l'Epoque Autrichienne et de la Révolution Brabançonne. L'Oeuvre des Patriotes à Bruges, in: Carnet de la Fourragère, 1963.
- Antoon VIAENE, De laatste Breydel van Brugge als dragonder van Vlaanderen gevallen bij Falmagne 31 augustus 1790, in: Biekorf, 1970.
- Yvan VANDEN BERGHE, Jacobijnen en Traditionalisten. De reacties van de Bruggelingen in de Revolutietijd (1780-1794), Brussel, 1972.
- Piet DEPUE o.p., Geschiedenis van het oud Dominikanenklooster te Brugge (1233-1796), Oudenaarde, 1981.
- Noël GEIRNAERT, Aanwinsten voor het Brugse stadsarchief. Archief van het Comité patriotique, in: Handelingen van het Genootschap voor geschiedenis te Brugge, 1982.